# Mount Wilbye
Mount Wilbye ist mit etwa 2050 m der höchste Berg der Lassus Mountains im Nordwesten der westantarktischen Alexander-I.-Insel. Er ragt im südlichen Teil des Gebirges auf.
Der britische Geograph Derek Searle vom Falkland Islands Dependencies Survey kartierte ihn 1960 anhand von Luftaufnahmen der US-amerikanischen Ronne Antarctic Research Expedition (1947–1948). Das UK Antarctic Place-Names Committee benannte ihn 1961 nach dem englischen Madrigalkomponisten John Wilbye (1574–1638).